# MAPK10
MAPK10 («митоген-активируемая белковая киназа 10»; англ. mitogen-activated protein kinase 10; JNK3) — цитозольная серин/треониновая протеинкиназа, семейства MAPK группы JNK, продукт гена MAPK10.

## Функция
MAPK10, или JNK3, — фермент семейства MAPK из группы киназ JNK. Участвует во множестве различных клеточных процессов, таких как клеточная пролиферация, клеточная дифференцировка, регуляция транскрипции и развитие. MAPK10 — нейрональная форма JNK-киназы. Фосфорилирование и последующий перенос киназы в клеточное ядро играет ключевую роль в регуляции сигнальных путей, участвующих в апоптозе нейронов. Адапторный белок бета-аррестин-2 связывается с MAPK10 и стимулирует фосфорилирование этой киназы киназой MAP2K4. Циклинзависимая киназа 5 может фосфорилировать и ингибировать активность MAPK10, что предотвращает апоптоз нейронов. Известно 4 изоформы, образующиеся в результате альтернативного сплайсинга.

## Структура
MAPK10 состоит из 484 аминокислот, молекулярная масса 52 585 Да. Описано 4 изоформы белка, образующиеся в результате альтернативного сплайсинга, из которых изоформа альфа-2 считается канонической.

## Регуляция активности
MAPK10 активируется фосфорилированием остатков треонина и тирозина киназами двойной специфичности MAP2K4 и MAP2K7. MAP2K7 фосфорилирует MAPK10 по остатку Тре-221, что приводит к конформационным изменениям последней киназы и повышению активности. С другой стороны, MAP2K4 фосфорилирует MAPK10 по остатку Тир-223, что ещё более увеличивает скорость реакции, катализируемой MAPK10. Фермент ингибируется MAPK фосфатазами, такими как DUSP1. Ингибируется деацетилазой гистонов HDAC9.

## Взаимодействия
MAPK10 взаимодействует со следующими белками: MAPK8IP3.